# Parapeleconus latefasciatus
Parapeleconus latefasciatus – gatunek chrząszcza z rodziny kózkowatych i podrodziny zgrzypikowych. Jedyny przedstawiciel rodzaju Parapeleconus.

## Zasięg występowania
Gatunek ten występuje w Republice Środkowoafrykańskiej.